# Massandra
Pour les articles homonymes, voir Massandra (homonymie).
Massandra (en russe : Массандра ; en ukrainien : Масандра ; en grec moderne : Μασσάνδρα ; en tatar de Crimée : Massandra) est une commune urbaine de république autonome de Crimée, en Ukraine, occupée par la Russie depuis 2014, intégrée à la municipalité de Yalta. Il s'agit une station balnéaire de la mer Noire. Sa population s'élevait à 8 571 habitants en 2013.

## Géographie
Massandra est située à 5 km de Yalta et à 70 km de Simféropol. Son nom (grec) vient de la baie du même nom, abritant initialement un hameau de pêcheurs pontiques.

## Histoire
Après l'annexion de la Crimée par la Russie, en 1783, le premier grand propriétaire de Massandra fut le prince Karl de Nassau-Siegen (1743-1808), officier de marine français devenu amiral dans la marine impériale russe. La beauté du site fit une impression durable sur le prince et il voulut s'y fixer. Après sa mort, Sofia Konstantinovna Pototskaïa (1766-1822) acheta le domaine en 1815. Puis Massandra devint la propriété de sa fille, Olga Stanislavovna Narychkina (1802-1861). Elle fit venir à Massandra le célèbre horticulteur Karl Keebach (1799-1815), qui fit aménager un magnifique parc. En 1828, la comtesse A. V. Branitskaïa, belle-mère du comte Mikhaïl Semionovitch Vorontsov, en fit l'acquisition ; elle le légua à ses petits-enfants. Le comte Vorontsov entreprit la construction d'un palais vers 1830. Inachevé, le bâtiment fut racheté par le tsar Alexandre III, qui le fit transformer en résidence d'été pour sa famille. L'architecte Maximilian Messmacher, de Saint-Pétersbourg, y développa un nouveau style plus romantique que celui des plans précédents, mais il conserva les fondations grises qui contrastent avec le jaune des tours et de la façade. Pourtant la mort d'Alexandre III (1894) repoussa encore l'achèvement du château. Nicolas II préféra construire une maison de bord de mer ailleurs sur la côte, si bien que le palais servit de centre de loisirs, de promotion du vin de Crimée et d'étape de voyage pour la famille du tsar. Après la révolution de 1917, il fut nationalisé par les bolchéviks et devint une résidence d'été pour les chefs d'État, utilisée notamment par Staline, puis fut transformé en musée.

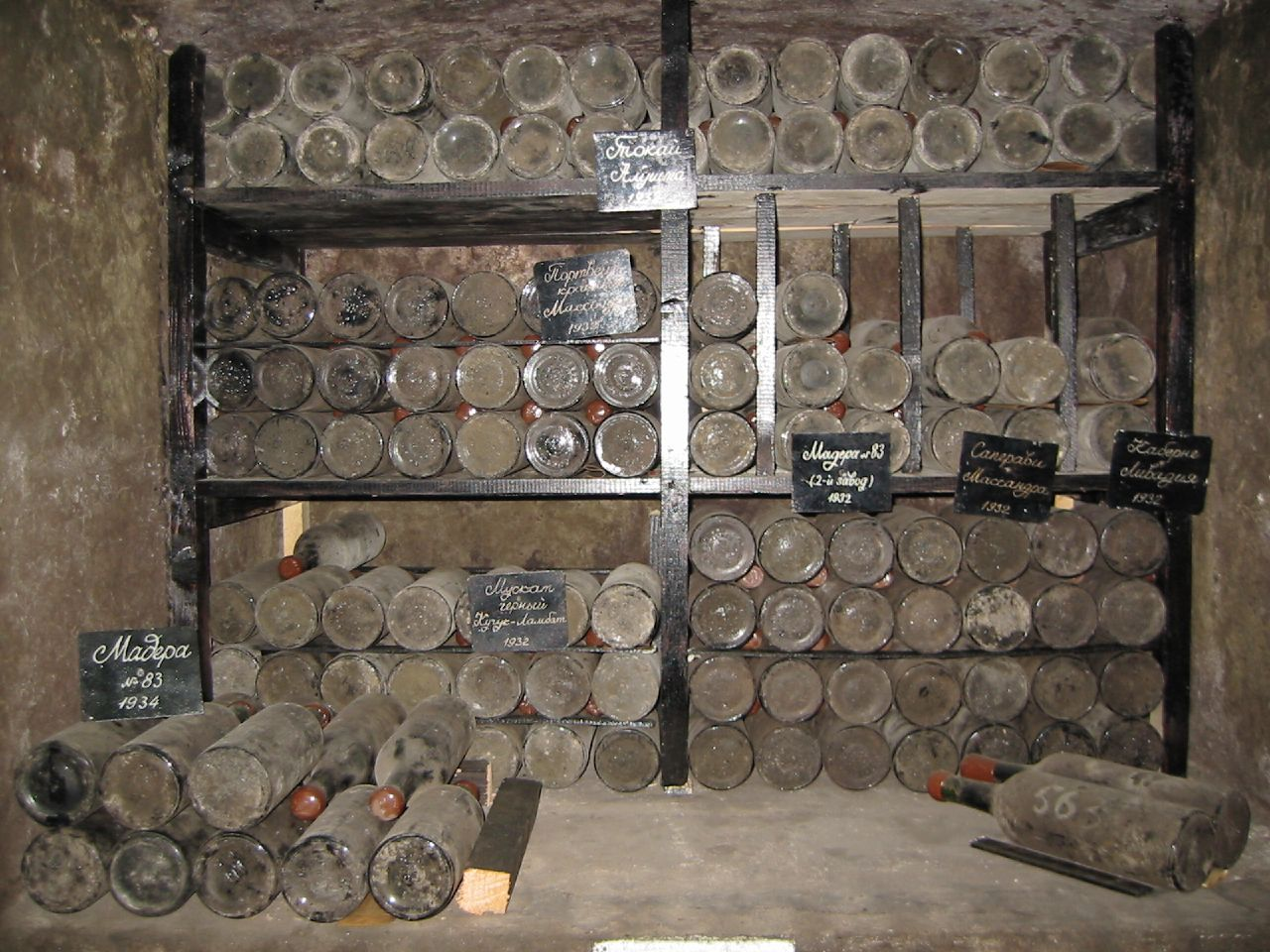
Quelques vieilles bouteilles à Massandra.

En 1894, Nicolas II lança l'aménagement de caves pour la vinification au domaine de Massandra afin de fournir la cour. Le premier vinificateur de Massandra, le prince Lev Sergueïevitch Golytsine, collectionnait de nombreux grands vins. À sa mort, il les légua tous au domaine de Massandra. La collection fut cachée pendant la révolution de 1917, pour être découverte en 1920 par l'Armée rouge. Staline ordonna de rassembler tous les vins trouvés dans les palais des tsars pour les rajouter à cette Collection de Massandra. En 1941, devant l'avancée de l'armée allemande, la Collection (57 000 bouteilles) fut déménagée à Tbilissi. Quand les nazis s'emparèrent de Yalta, ils déversèrent tout le vin qui restait en cuve dans la mer Noire. Après la libération de Yalta, on entreprit de ramener des centaines de milliers de bouteilles dans ce qui est devenu l'une des plus importantes collections de vins vieux du monde. On l'estime à plus d'un million de bouteilles, avec des millésimes remontant à 1775.

## Tourisme
Massandra est une station balnéaire proche de Yalta et entourée de paysages pittoresques. On y trouve le plus grand hôtel de Crimée, l'hôtel Yalta, avec sa remarquable piscine et ses nombreux cafés, bars et restaurants. Il peut accueillir 2 700 personnes dans ses 15 étages. Les principales attractions de la station sont :
- Le combinat vinicole « Massandra », le plus important de Crimée, qui fournit des vins réputés. Une visite des caves est proposée ainsi qu'une dégustation. De longues galeries taillées dans la montagne sont aménagées sur trois niveaux, comprenant trois tunnels par niveau, rayonnant en étoile, d'une longueur de 150 m (au total 3 km). La température y est constante toute l'année de 13 à 14 °C. La cave de Massandra est considérée comme l'une des plus belles du monde. Ce grand domaine propose une gamme de 28 types de vins différents.
- Le château du tsar Alexandre III, de style Louis XIII.
- Le parc de Massandra, qui s'étend sur 40 ha à la limite de Yalta. Aménagé dans les années 1840, il comprend 250 variétés de plantes.

## Galerie

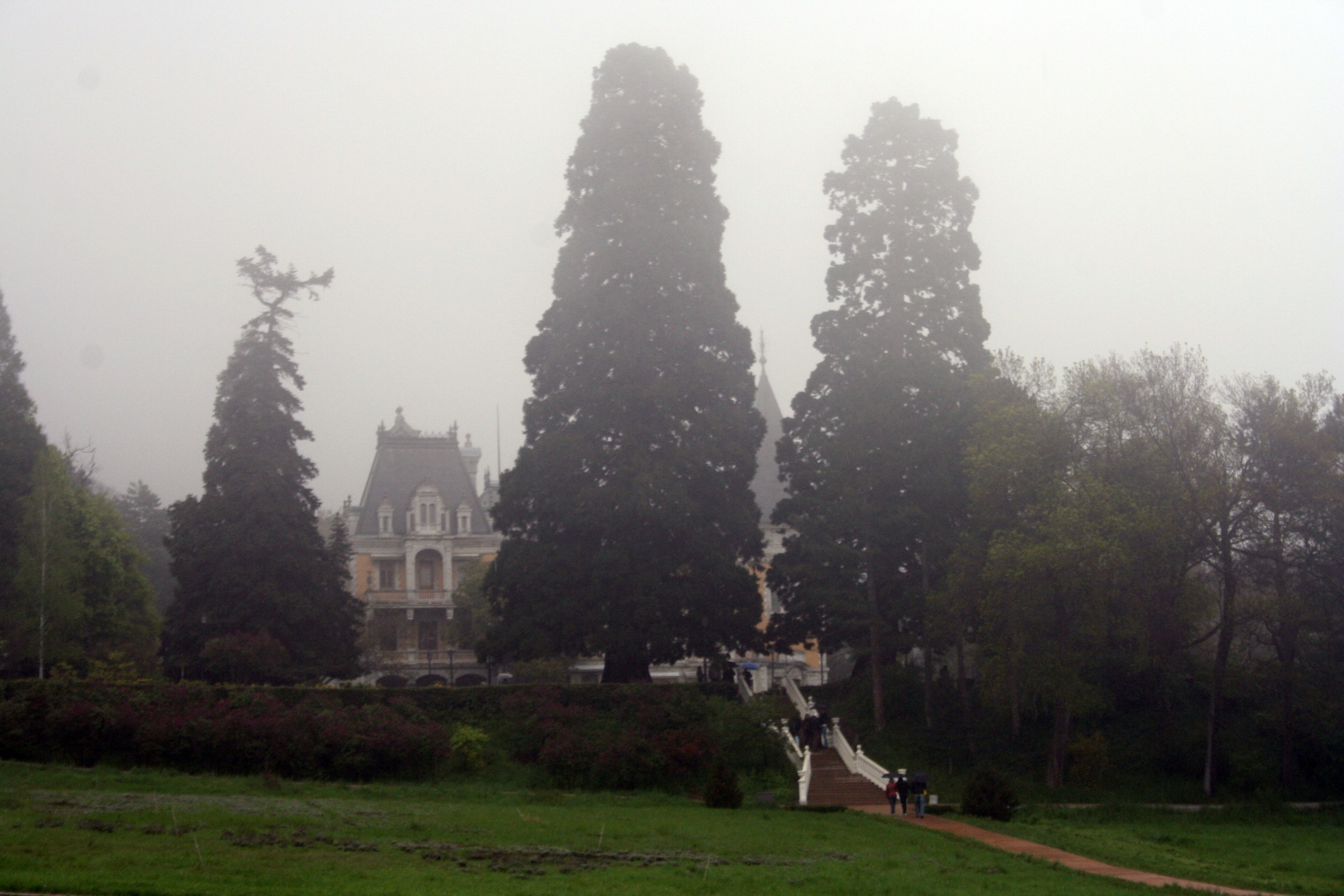
Parc du château de Massandra
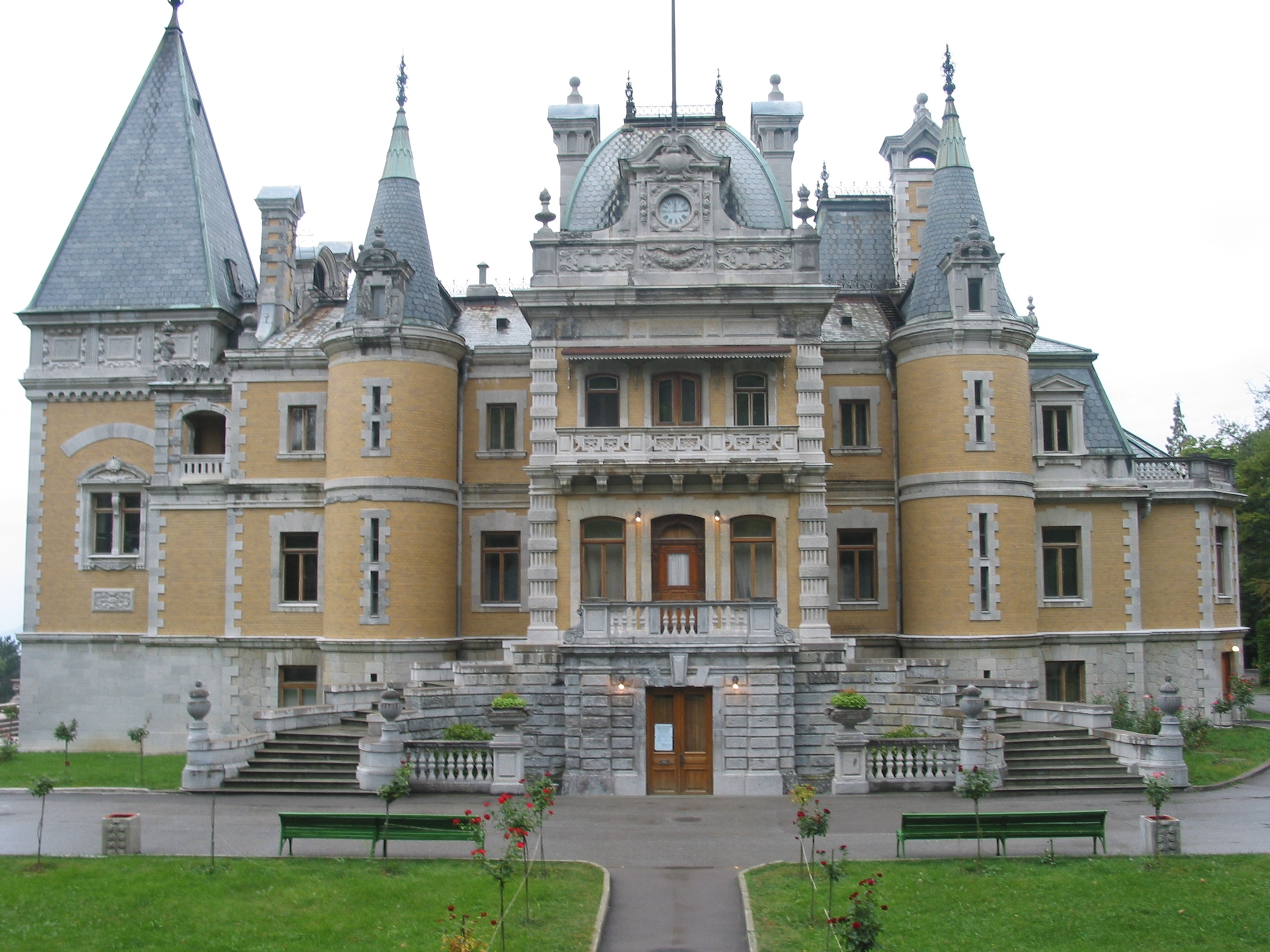
et façade classée[3].
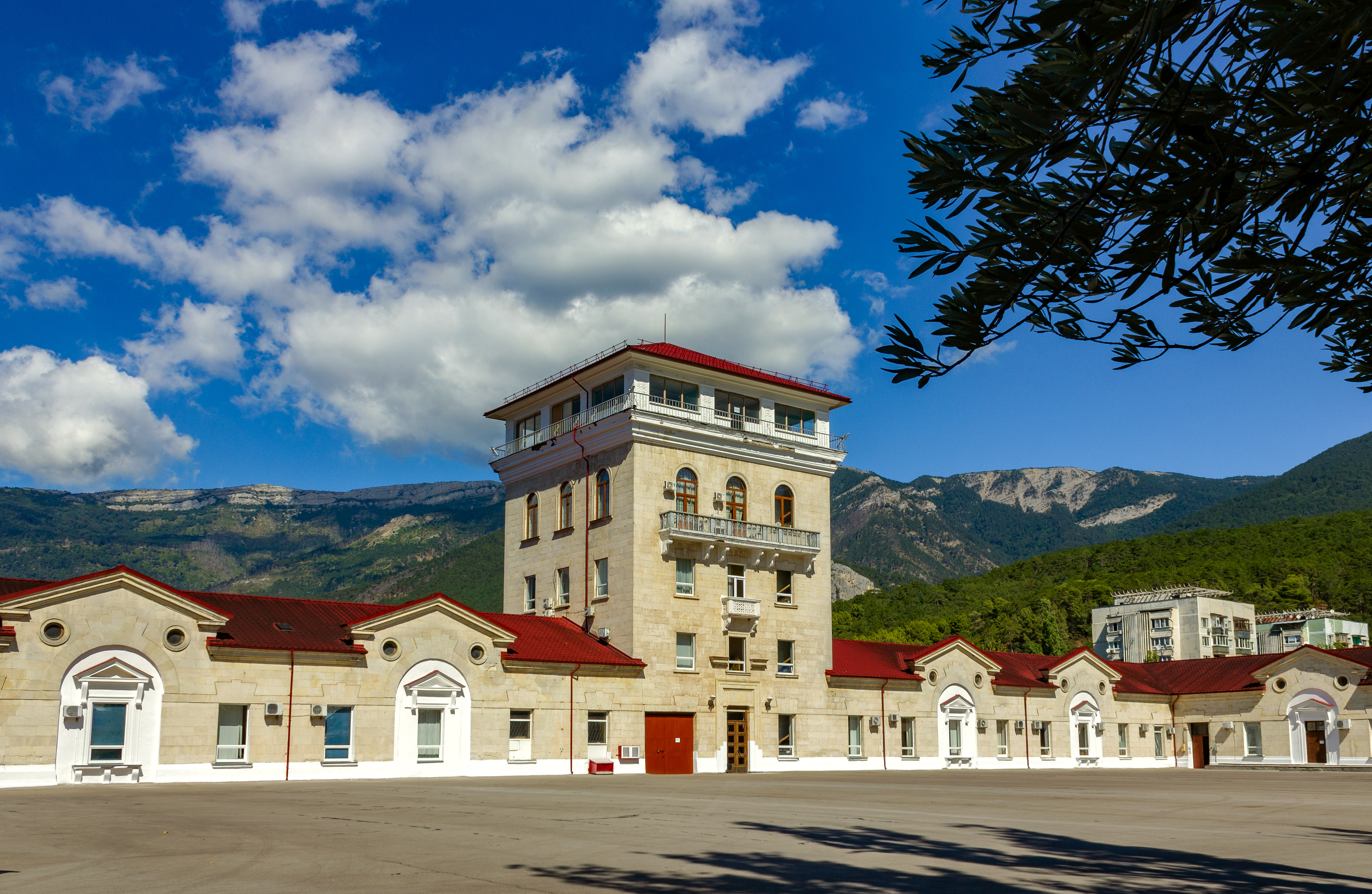
Le bâtiment viticole classé[4].

## Population
En 1926, on recensa 237 Russes et 10 Tatars de Crimée.
Recensements (*) ou estimations de la population :
| 1926* | 1959* | 1970* | 1979* | 1989* |
| ----- | ----- | ----- | ----- | ----- |
| 938   | 2 641 | 3 557 | 4 412 | 6 435 |

| 2001* | 2010  | 2011  | 2012  | 2013  |
| ----- | ----- | ----- | ----- | ----- |
| 7 235 | 8 329 | 8 413 | 8 437 | 8 571 |

## Économie
L'entreprise de vinification « Massandra » est une coopérative d'État qui n'a pas été privatisée après l'indépendance de l'Ukraine. Elle fait produire, ou produit directement, des raisins sur toute la côte sud de Crimée, et vinifie ensuite tout le raisin récupéré. Elle fait l'objet de sanctions de l'Union européenne à cause du référendum de la population criméenne favorable au rattachement de la péninsule à la Russie en 2014.